# 南比布駅
南比布駅（みなみぴっぷえき）は、北海道（上川総合振興局）上川郡比布町南1線5号にあった北海道旅客鉄道（JR北海道）宗谷本線の駅（廃駅）である。事務管理コードは▲121805。駅番号はW33。

## 歴史

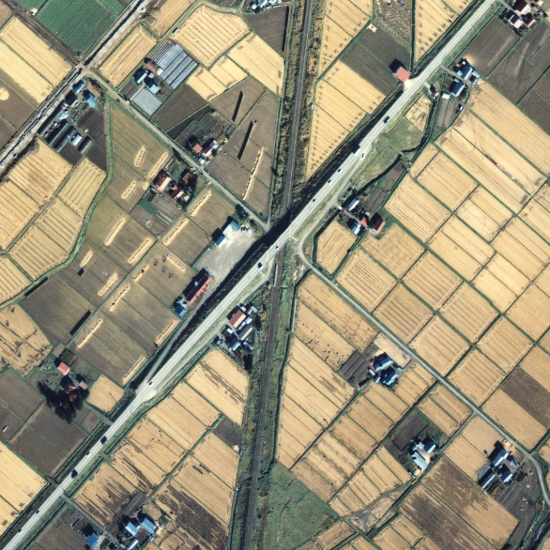
1977年の南比布駅と周囲約500m範囲。上が名寄方面。

比布村（当時）に隣接する永山村（当時）で1947年（昭和22年）に北永山仮乗降場（現：北永山駅）が開設された後、村内で駅の開設機運が高まり、1954年（昭和29年）より期成会が設置され運動が本格化、翌年の気動車列車運行開始に伴い北比布駅とあわせ仮乗降場として開設された。
廃止直前の2020年3月14日改正時点では、一部の普通列車のみが停車し、上下各6本のみ停車していた。

### 年表
- 1955年（昭和30年）12月2日：日本国有鉄道宗谷本線の南比布仮乗降場（局設定）として設置[5]。旅客のみ取扱い。
- 1956年（昭和31年）：地元住民の受益者負担により待合所（初代）が設置される[3]。
- 1959年（昭和34年）11月1日：駅に昇格し、南比布駅となる[1]。旅客のみ取扱い。
- 1987年（昭和62年）4月1日：国鉄分割民営化により、北海道旅客鉄道（JR北海道）の駅となる [5]。
- 2014年（平成26年）10月30日：待合所（初代）が老朽化の為に解体[3][6]。後に更新される。
- 2019年（令和元年）12月3日：JR北海道が沿線自治体に対し、宗谷本線活性化推進協議会を通じて当駅含む29駅[注 1]について、自治体による維持管理もしくは費用負担による存続か、2021年（令和3年）3月での廃止かの方針を2020年3月までに報告するよう要請[新聞 2]。
- 2020年（令和2年）
  - 3月5日：同日までに比布町が当駅の廃止を容認[新聞 3]。
  - 3月9日：同日招集の令和2年度第1回比布町議会定例会にて示された町政執行方針にて、比布町長の村中一徳が当駅の令和2年度末での廃止容認の判断を表明[7]。
  - 3月27日：宗谷本線活性化推進協議会が、当駅の廃止を容認[新聞 4]。
  - 10月中旬：駅名標が盗難に遭っていたことが判明[新聞 5]。
- 2021年（令和3年）3月13日：利用者減少に伴い、同日のダイヤ改正で廃止[JR 1][JR 2][新聞 1]。

### 駅名の由来
「比布」の南部にあることから。

## 駅構造
単式ホーム1面1線を有する地上駅。ホームは線路の西側（稚内方面に向かって左手側）に存在した。分岐器を持たない棒線駅となっていた。
仮乗降場に出自を持つ開業時からの無人駅で駅舎は無かったが、ホーム南側の出入口附近に待合所を有した。木造の待合所、木製デッキのホームで、旭川寄りに階段を有し駅施設外に連絡していた。ホームの有効長は1両分であった。便所は設置されていなかった。
駅のすぐ北側を国道40号線の跨線橋がオーバークロスしている。跨線橋が出来る以前は国道との踏切があったが、跨線橋建設時に撤去され、この駅の前後に踏切は無くなっている。

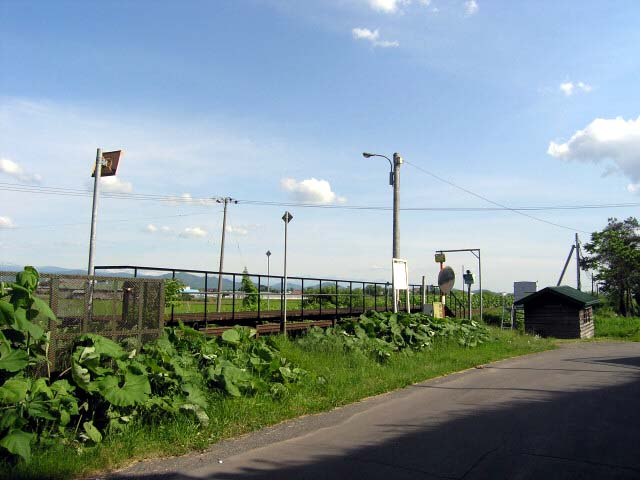
待合所改築前の駅全景（2004年6月）
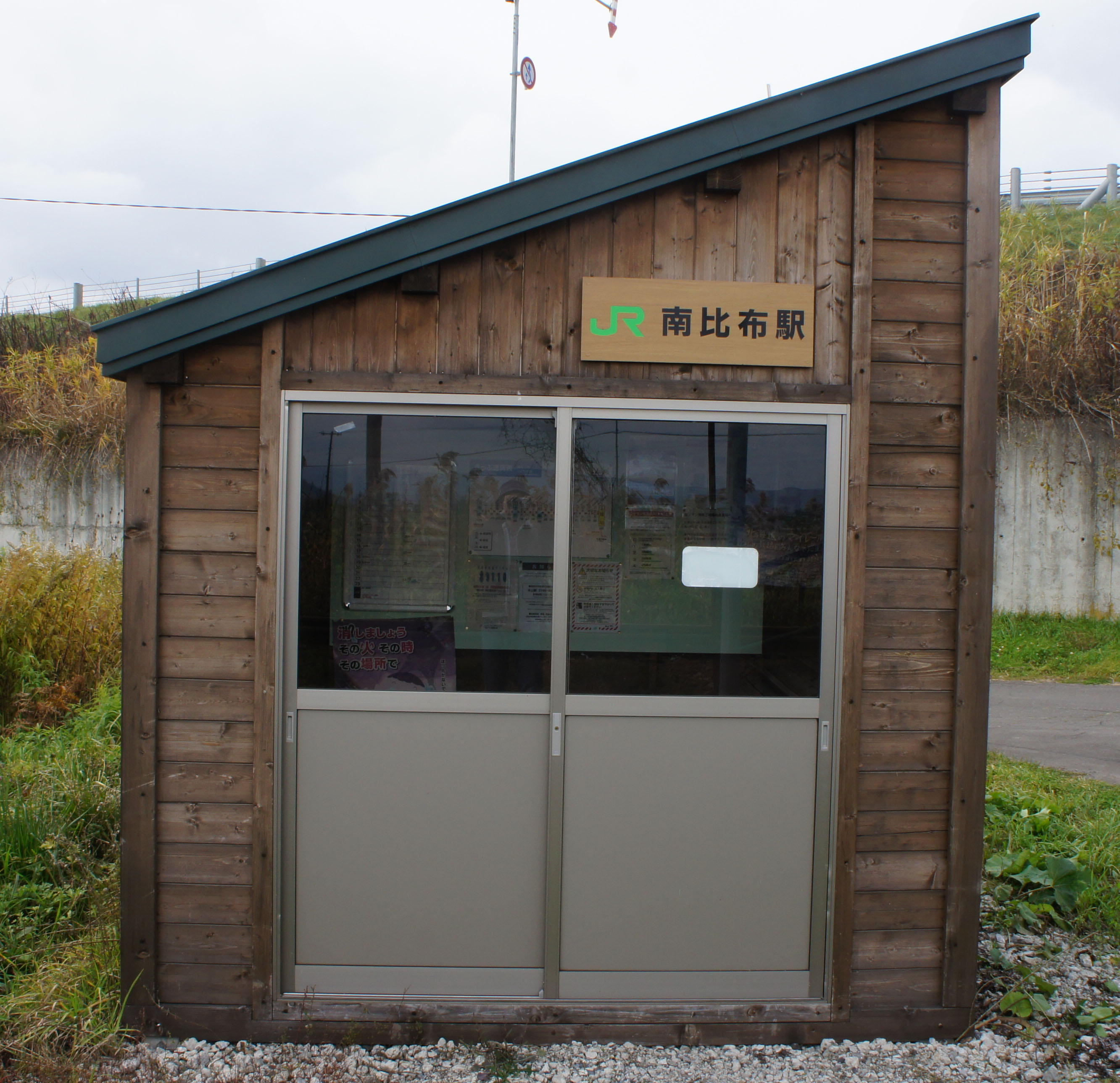
待合所（2017年10月）
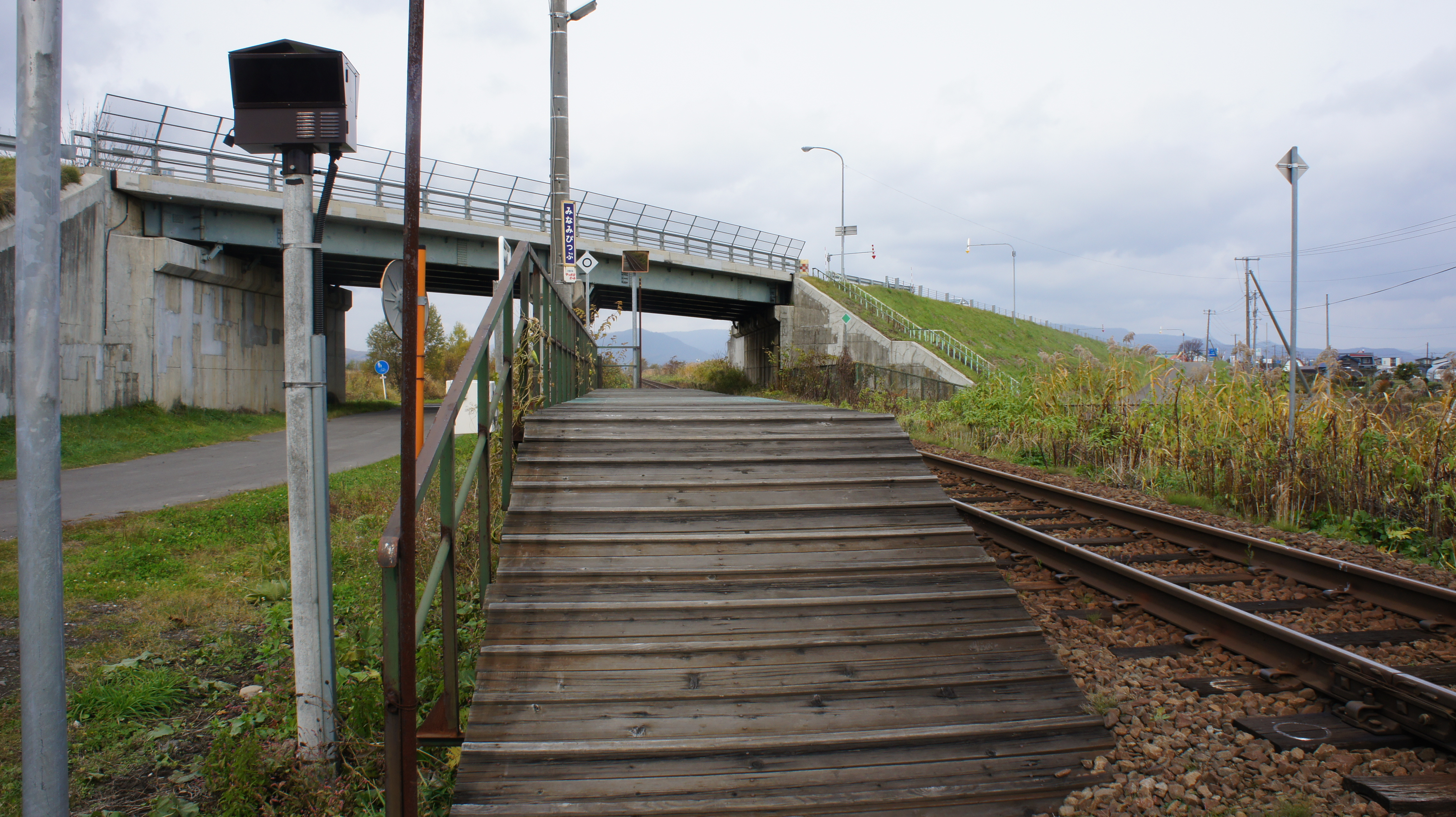
ホーム（2017年10月）
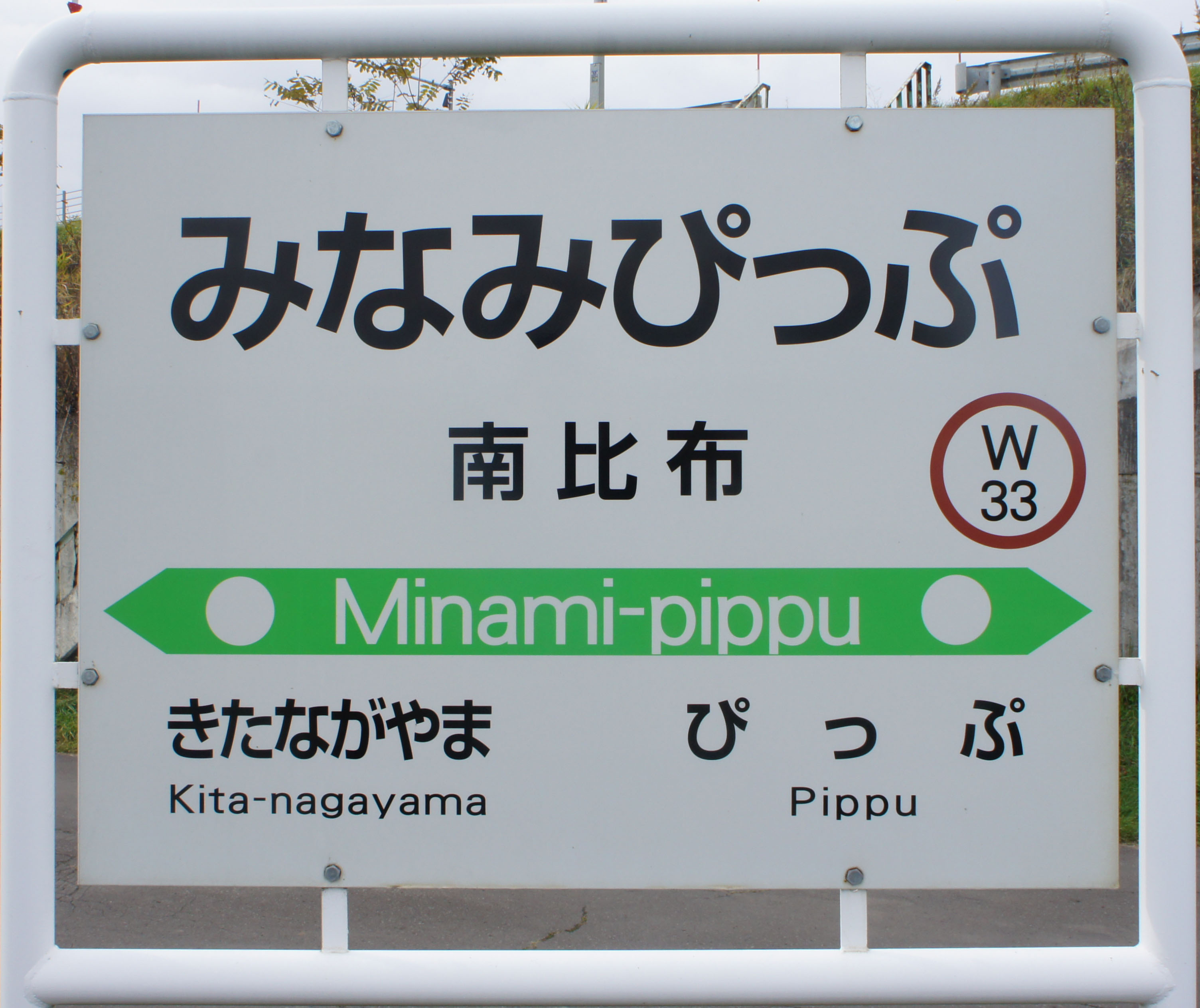
駅名標（2017年10月）

## 利用状況
乗車人員の推移は以下のとおり。年間の値のみ判明している年については、当該年度の日数で除した値を括弧書きで1日平均欄に示す。乗降人員のみが判明している場合は、1/2した値を括弧書きで記した。
また、「JR調査」については、当該の年度を最終年とする過去5年間の各調査日における平均である。
| 年度               | 乗車人員 | 乗車人員 | 乗車人員     | 出典         | 備考                      |
| 年度               | 年間     | 1日平均  | JR調査       | 出典         | 備考                      |
| ------------------ | -------- | -------- | ------------ | ------------ | ------------------------- |
| 1962年（昭和37年） |          | 55.0     |              | [ 2 ] [ 14 ] |                           |
| 1978年（昭和53年） |          | 13.0     |              | [ 15 ]       |                           |
| 1992年（平成04年） |          | (3.0)    |              | [ 9 ]        | 1日平均乗降客数：6        |
| 2015年（平成27年） |          |          | 「10名以下」 | [ JR 3 ]     |                           |
| 2017年（平成29年） |          |          | 2.2          | [ JR 4 ]     |                           |
| 2018年（平成30年） |          |          | 1.8          | [ 新聞 3 ]   | 公式には「3名以下」と発表 |
| 2019年（令和元年） |          |          | 1.6          | [ JR 6 ]     |                           |

## 駅周辺
上川盆地の広がる田園地帯の中にある。ホームからは大雪山系の山々が望める。民家が数軒あるのみである。
- 国道40号
- 石狩川
- 突哨山 - 駅の西。徒歩約25分。日本最大級のカタクリ群生地。「男山自然公園」とも呼ばれる。
- 道北バス「基線2号」停留所

## 隣の駅
北海道旅客鉄道（JR北海道）
■宗谷本線（廃止時点）
北永山駅 (W32) - 南比布駅 (W33) - 比布駅 (W34)